# 清史紀事本末
《清史紀事本末》，凡八十卷，清代黄鸿寿撰，民国三年（1914年）写毕列印，民国四年出版面世。
《清史紀事本末》仿《左传纪事本末》的体例，凡關於清代盛衰的人、事、物皆以專篇記載，如《和珅之贪》、《乾隆极盛》、《增加兵额》等。又有《诸儒学问出处之概》一篇載清朝之學術概況。
《清史紀事本末》內容過簡，僅四十萬言，參考資料亦僅限於王先謙的《東華錄》等書，是其缺點。南炳文有新編的《清史紀事本末》共十卷，每卷约三十万字，每卷记事五十件，上海大学出版社出版。